# Этуш, Владимир Абрамович
Влади́мир Абра́мович Э́туш (6 мая 1922, Москва, РСФСР — 9 марта 2019, Москва, Россия) — советский и российский актёр театра и кино, театральный педагог; народный артист СССР (1984), лауреат Государственной премии Российской Федерации (2001). Полный кавалер ордена «За заслуги перед Отечеством». Ветеран Великой Отечественной войны.
С 2003 по 2019 год — художественный руководитель Театрального института имени Б. Щукина.

## Биография

### Ранние годы
Родился 6 мая 1922 года в Москве в еврейской семье. О годе своего рождения рассказывает так:

Началось всё с того, что я появился на белый свет дважды. Первый раз — 6 мая 1922 года. А второй — в ту же пору, но год спустя. Объясняется это очень просто. Тогда в некоторых семьях было принято записывать новорождённого мальчика годом позже. Дескать, придёт время призыва в армию — крепче будет. Так поступили и со мной. И официально я существую с 1923 года.— Этуш В. А. «И я там был». — М.: Олма-Пресс, 2002. — С. 5.
Отец — Абрам Шахнович (в быту Савельевич) Этуш (1888—1967), родом из местечка Глуск Бобруйского уезда Минской губернии, до Октябрьской революции был коммивояжёром, в годы НЭПа — владельцем небольшого галантерейного цеха, затем работал на строительстве.
Мать — Раиса Годиевна (Константиновна) Этуш (урождённая Шмульян, 1900—1954), вплоть до первого ареста мужа (Абрама Шахновича арестовывали дважды) была домохозяйкой, потом работала кассиром в фотоателье.
Сестра — Лидия (род. в 1929), музыкальный педагог.
Этуши жили в четырёх просторных комнатах в Серебряническом переулке, дом 2, кв. 7, что по тем временам считалось роскошью. Закончился НЭП, и Этушей уплотнили, то есть подселили к ним соседей.
На школьных вечерах Этуш читал рассказ «Маска» А. П. Чехова. Потом стал заниматься в художественной самодеятельности — в кружке при школе, которым руководил Павел Тихонович Свищёв. По окончании средней школы решил поступать учиться на режиссёра. После неудачи при поступлении в ГИТИС ему помог главный режиссёр Театра имени Е. Б. Вахтангова Рубен Николаевич Симонов. По словам Этуша, он в то время дружил с племянницей режиссёра. Благодаря Симонову Этуш в 1940 году был зачислен вольнослушателем на первый курс Театрального училища имени Б. В. Щукина в Москве.

### Участие в Великой Отечественной войне

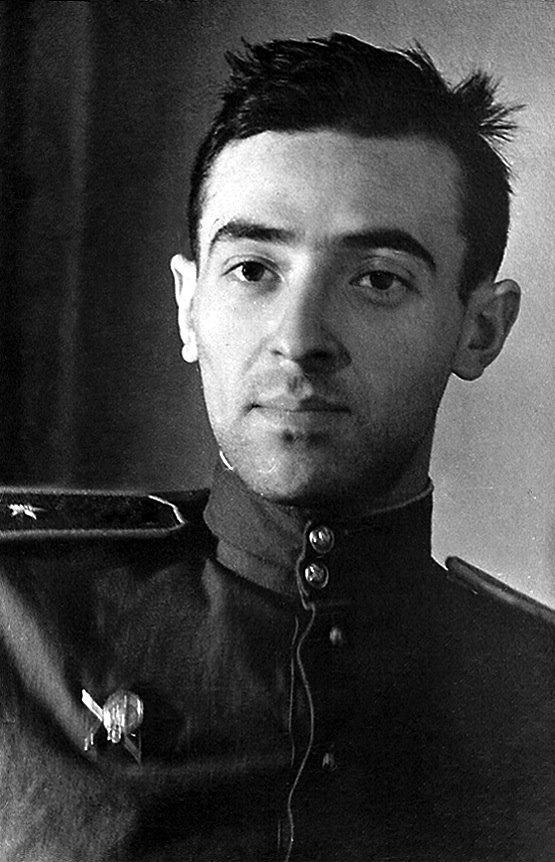
Лейтенант Красной армии Владимир Этуш, 1943 год

После начала Великой Отечественной войны Этуш девятнадцатилетним записался добровольцем на фронт, после чего был направлен в школу военных переводчиков в Ставрополе-на-Волге. На фронте попал в стрелковый полк и сражался под Ростовом-на-Дону, в горах Кабардино-Балкарии и Осетии, воевал под городом Малгобеком Чечено-Ингушской АССР (ныне — Республика Ингушетия); затем принимал участие в освобождении Донской земли и Украинской ССР. В 1943 году имел звание лейтенанта административной службы. Последняя его военная должность — помощник начальника штаба 581-го Краснознамённого стрелкового полка 151-й стрелковой дивизии по тылу.
Приказом частям и подразделениям 151-й стрелковой дивизии Южного фронта № 027/Н от 19 сентября 1943 года «за образцовое выполнение боевых заданий командования на фронте борьбы с немецкими захватчиками и проявленные при этом доблесть и мужество» награждён орденом Красной Звезды. Выписка из наградного листа:

В боях за социалистическую Родину против немецких оккупантов показал себя смелым и решительным командиром.
В наступательных боях в районе Моспино 7.9.43 г. командованием полка, тов. Этуш был послан на помощь в батальон имевший сложную обстановку в выполнении поставленной боевой задачи, тов. Этуш бесстрашно не щадя своей жизни воодушевляя бойцов, смело повёл роту на врага, причём своим умелым манёвром выбил противника из района Городок, при этом уничтожил 30 солдат и офицеров, захватил ручной пулемёт.
Товарищ Этуш, работая помощником начальника штаба по тылу, на всём протяжении наступательных боёв обеспечил нормальную работу тыла и его передвижения. Бесперебойно доставлял боевым подразделениям продовольствие и боеприпасы. Хорошо обеспечил приём и эвакуацию раненых.

15.9.43 г. наступая на районный центр Куйбышево, лично с группой бойцов первым ворвался в село и в уличных боях уничтожил 8 солдат и офицеров противника.— 
В 1943 году под Токмаком (село Ворошиловка) Запорожской области был тяжело ранен. После госпиталя получил вторую группу инвалидности и в феврале 1944 года был комиссован в звании старшего лейтенанта.

### Карьера
В 1944 году вернулся на четвёртый курс училища, в следующем году окончил актёрский факультет Театрального училища имени Б. В. Щукина (курс Анны Алексеевны Орочко) и был принят в труппу Театра имени Е. Б. Вахтангова, где вскоре стал одним из ведущих актёров. Член ВКП(б) с 1946 года.
В театре имени Евгения Вахтангова свой творческий путь начал с характерных, комедийных эпизодов, причём возрастных. Первой заметной ролью актёра стал слуга Лаунс в комедии Уильяма Шекспира «Два веронца». Дуэт слуг-простаков был построен на импровизации и требовал от артистов полной свободы, находчивости, стремительных реакций и огромного обаяния. Всё это в полной мере присутствовало у артиста, и роль Лаунса в исполнении Этуша неизменно оставалась одной из самых любимых зрителями.
В кино начал сниматься в 1953 году — дебютировал на экране в роли флотоводца Сеида-Али в исторической картине Михаила Ромма «Адмирал Ушаков».
Был мастером острохарактерных и комедийных ролей. Зрителям памятны его великолепные работы в комедиях Леонида Гайдая — Б. Г. Саахов из «Кавказской пленницы» (1966), инженер Андрей Брунс из экранизации «12 стульев» (1971) и стоматолог Антон Семёнович Шпак из картины «Иван Васильевич меняет профессию» (1973).
После «Кавказской пленницы» актёр стал национальным героем и на Кавказе, и в Закавказье. Он рассказывал:

После выхода картины на экраны знакомые предупреждали меня, чтобы был осторожен — мол, кавказцы и побить могут. А получилось совсем наоборот. Как-то пришёл на базар, так меня там чуть ли не на руках стали носить. Со всех сторон окружили, стали наперебой угощать. То есть приняли как родного. Хотя, как я понял, азербайджанцы считали, что Саахов — это армянин, армяне считали, что он азербайджанец, грузины тоже принимали явно не за своего… И всем было приятно. Особенно мне.— 
Актёрская манера Этуша ярко проявилась в киносказках режиссёра Надежды Кошеверовой «Старая, старая сказка» (1968), «Тень» (1971), «Как Иванушка-дурачок за чудом ходил» (1977) и «Ослиная шкура» (1982), а также в мюзикле «31 июня» (1978), поставленном Леонидом Квинихидзе по мотивам одноимённой фантастической повести Джона Бойнтона Пристли, и в телевизионном фильме Леонида Нечаева «Приключения Буратино» (1975).
Герои актёра были людьми преимущественно хитрыми и алчными. Большинство из них при этом вызывают смех зрителей, однако если роль требует серьёзного, драматичного звучания, актёр мастерски ведёт её в совершенно иной интонации. Ему были подвластны все жанры — от буффонады и площадной сатиры до подлинной трагедии.
Среди его последних работ в кино — роли в психологическом триллере «Классик» (1998), телесериале «Поворот ключа» (1999), новогоднем музыкальном фильме «Первый скорый» (2005), историческом приключенческом фильме/телесериале «Три мушкетёра» (2013) режиссёра Сергея Жигунова, кинокомедии «Убежать, догнать, влюбиться» (2013), драматическом телесериале режиссёра Сергея Снежкина «Подросток» (2017) по одноимённому роману Ф. М. Достоевского.
Помимо работы в кино и театре, выступал на концертах в качестве артиста разговорного жанра. В 2011 году актёра пригласили в детский юмористический киножурнал «Ералаш», где он примерил на себя роль доброго старика — привидения.
В 1945 году начал преподавать в качестве ассистента педагога по мастерству актёра в Высшем театральном училище имени Б. В. Щукина, профессором которого стал в 1976 году. В 1958 году стал художественным руководителем своего первого актёрского курса, выпускниками которого в 1961 году были такие известные актёры, как Александр Збруев, Юрий Авшаров, Александр Белявский, Зиновий Высоковский, Людмила Максакова, Вениамин Смехов и другие. В 1987 году занял должность ректора этого училища, с 2003 года — художественного руководителя.
В 2002 году в издательстве «Олма-Пресс» вышла книга воспоминаний актёра «И я там был». В 2012 году издана новая книга актёра «Всё, что нажито…», в которой он подробно рассказывал читателям о своей жизни и творчестве, вспоминая детство, войну, первые роли, своих учителей и товарищей, знаменитых артистов.
2 апреля 2009 года был избран директором Центрального Дома актёра имени А. А. Яблочкиной (ЦДА) в Москве. 21 октября 2011 года во время заседания правления ЦДА он подал в отставку.
С 31 октября 2016 года (после смерти Владимира Зельдина) являлся старейшим народным артистом СССР.

### Смерть
Скончался 9 марта 2019 года, не дожив двух месяцев до своего 97-го дня рождения, в 12:30 в московской больнице, куда был госпитализирован за день до этого. Церемония прощания с Владимиром Этушем состоялась 12 марта 2019 года в Театре им. Е. Вахтангова, после неё тело актёра было кремировано, а урна с прахом захоронена 13 марта в одной могиле с его родителями и бабушкой на Новодевичьем кладбище. 9 сентября 2019 года установили надгробный памятник, выполненный в соответствии с прижизненными пожеланиями артиста. Это был чёрный гранитный куб с выгравированным профилем актёра и его автографом. Через три года после смерти В. А. Этуша — 6 мая 2022 года, в день 100-летия со дня его рождения, — гранитный куб стал пьедесталом для статуи актёра (автор композиции — скульптор Филипп Трушин). Нынешний памятник, по словам директора Театра Вахтангова Кирилла Крока, «воплощает образ Владимира Этуша на сцене, передавая разные вехи судьбы актёра: и работу в театре, и участие в Великой Отечественной войне…» (на плечи артиста в театральном образе, облачённого в сценический костюм, наброшена солдатская шинель, символизирующая фронтовое прошлое В. А. Этуша).

## Личная жизнь
Первая жена — Нинель Мышкова (1926—2003), актриса театра и кино, заслуженная артистка РСФСР (1976), дочь К. Р. Мышкова, впоследствии генерал-лейтенанта артиллерии.
Вторая жена (фактический брак с 1945 по 1950) — Елена Измайлова (1920—2005), актриса театра и кино, заслуженная артистка РСФСР (1977).
Третья жена — Нина Александровна Крайнова (1927—2000), преподаватель английского языка. Умерла от рака.
Дочь — Раиса Этуш (род. в 1955), актриса театра и кино, заслуженная артистка России (1994), служила в Московском академическом театре сатиры.
- Четвёртая жена — Елена Евгеньевна (урождённая Горбунова, род. в 1965), преподаватель английского языка.

Жил в Москве: до 1978 года — на Ленинском проспекте, д. 25, с 1978 по 2019 год — в Гранатном переулке, дом 2/9.

## Творчество

### Роли в театре
Театр имени Е. Б. Вахтангова
- 1944 — «Мадемуазель Нитуш» Ф. Эрве. Постановка: Р. Симонов — офицер
- 1945 — «Великий государь» В. Соловьёва. Постановка: Б. Захава — Борис Годунов
- 1946 — «Кому подчиняется время» Л. Шейнина. Постановка: А. Ремизова — Янис
- 1948 — «Молодая гвардия» по А. Фадееву. Постановка: Б. Захава — Гауптман
- 1948 — «Накануне» по И. Тургеневу. Постановка: Р. Симонов — Рендич
- 1949 — «Заговор обречённых» Н. Вирты. Постановка: Р. Симонов — Макс Вента
- 1950 — «Летний день» Ц. Солодаря. Постановка: Е. Симонов — Куропаткин
- 1951 — «Великий государь» В. Соловьёва — Польский посол
- 1951 — «Кирилл Извеков» К. Федина. Постановка: Б. Захава — Дорогомилов
- 1952 — «Два веронца» У. Шекспира. Постановка: А. Орочко — Лаунс
- 1954 — «Горя бояться — счастья не видать» С. Маршака. Постановка: Е. Симонов — Царь Дормидонт
- 1955 — «Олеко Дундич» А. Ржешевского. Постановка: Р. Симонов — Орджоникидзе
- 1956 — «Необыкновенное дежурство» Е. Лютовского. Постановка: Б. Захава — Броги
- 1957 — «Город на заре» А. Арбузова. Постановка: Е. Симонов — комсомолец
- 1958 — «Идиот» Ю. Олеши. Постановка: А. Ремизова — барин
- 1958 — «Ангела» Г. Севастикоглу. Постановка: А. Ремизовой — Меньос
- 1960 — «Двенадцатый час» А. Арбузова. Постановка: Р. Симонов — Свидерский
- 1962 — «Алексей Бережной» Е. Р. Симонова — Адольф Гитлер[32]
- 1963 — «Принцесса Турандот» К. Гоцци. Постановка: Р. Симонов — Бригелла
- 1963 — «Дундо Марое» М. Држича. Постановка: Б. Ступица — Сади
- 1964, 1974 — «Миллионерша» Дж. Б. Шоу. Постановка: А. Ремизова — Блендербленд
- 1964 — «Соучастие в убийстве» Дж. Уотена — Фогг
- 1965 — «Дион» Л. Зорина. Постановка: Р. Симонов — Бен Захария
- 1965 — «Под каштанами Праги» К. Симонова — Франтишек Прохазка
- 1965, 1972 — «Западня» по Э. Золя. Постановка: Е. Симонов — Купо
- 1968 — «Голос» по С. Гансовскому. Постановка: А. Ремизова — Джулио Фератера
- 1968 — Солярис по С. Лему — Снаут
- 1969, 1977 — «Мещанин во дворянстве» Ж. Мольера. Постановка В. Шлезингер — Журден
- 1970 — «Человек с ружьём» Н. Погодина. Постановка: Е. Симонов — деятель эсеро-меньшевистского толка
- 1971 — «Клоун», по повести В. Драгунского «Сегодня и ежедневно» — Анатолий Ветров
- 1972 — «Шаги командора» В. Коростылёва. Постановка: А. Ремизова — Бенкендорф
- 1973 — «Он пришёл» Дж. Б. Пристли — Инспектор Гулль
- 1974 — «День-деньской» А. Л. Вейцлера и А. Н. Мишарина. Постановка: Е. Симонов — Меликян
- 1974 — «Обратная связь» Е. Юрандота — профессор
- 1975 — «Фронт» А. Корнейчука. Постановка: Е. Симонов — Гайдар
- 1976 — «Доктор философии» Б. Нушича — Живота Цвийович
- 1976 — «Мы — мужчины» М. Байджиева — Учитель
- 1979 — «Великая магия» Э. Де Филиппо. Постановка: М. Белович — Отто Марвульо
- 1979 — «Чем люди живы» Г. Бакланова. Постановка: Е. Симонов — Коршунов
- 1983, 1985 — «Будьте здоровы!» П. Шено. Постановка В. Шлезингер — Мерикур
- 1983 — «Месье Ленуар, который…» по пьесе А. Салакру «Архипелаг Ленуар» — Поль-Альбер Ленуар
- 1983 — «Не заплачу!» Э. Де Филиппо — дон Фердинандо
- 1989 — «Закат» И. Бабеля. Постановка: Е. Симонов — Арье Лейб
- 1993 — «Белый кролик» М. Чейза. Постановка: Е. Симонов — Элвуд
- 1996, 2001 — «Цилиндр» Э. Де Филиппо. Постановка: В. Рубанов — Аттилио
- 2000 — «Дядюшкин сон» Ф. Достоевского. Постановка: В. Иванов — князь К.
- 2004 — «Зимородок» У. Д. Хоума — сэр Чарльз Варбуртон, писатель
- 2004 — «Опасное дежурство» Е. Лютовского — старый профессор
- 2004 — «Кому подчиняется время» Братьев Тур и Л. Шейнина —  Янис
- 2011 — «Пристань» А. Миллера. Постановка: Р. Туминас — Грегори Соломон[33]
- 2012 — «Цена» А. Миллера. Постановка: Л. Хейфец —  Уолтер Франц
- 2013 — «Окаёмовы дни», по пьесе А. Афиногенова «Машенька». Постановка: Р. Овчинников — Пётр Михайлович Окаёмов, профессор[33]
- 2014 — «Потерпевший Гольдинер» В. Шендеровича. Постановка: А. Дубровская — Вульф Гольдинер
- 2016 — «Бенефис» по пьесе «Пока она умирала…» Н. Птушкиной. Постановка и сценическая версия: В. Иванов — Александр Петрович, пожарник

Московский драматический театр имени М. Н. Ермоловой
- 2001 — «Пат, или игра королей» А. Крикливого. Постановка: Р. Туминас — Склепович

Театральный дом «Миллениум»
- «Неаполитанские страсти» Э. Де Филиппо

Проект «Театральный марафон»
- «Потерпевший Гольдинер» В. Шендеровича — Вульф Гольдинер

### Телеспектакли
- 1960 — Сердца должны гореть — Силин
- 1962 — Кто виноват? — Антон Антонович
- 1963 — Три тетради
- 1963 — Судья
- 1963 — Регби
- 1964 — Соучастие в убийстве — Фогг
- 1965 — Хуторок в степи — Файг
- 1965 — Под каштанами Праги — Франтишек Прохазка
- 1968 — Голос — Джулио Фератера
- 1968 — Солярис — Снаут
- 1971 — Клоун — Анатолий Ветров
- 1972 — Западня — Купо, кровельщик
- 1973 — Он пришёл — инспектор Гулль
- 1974 — Миллионерша — Адриан Блендербленд, любовник Эпифании
- 1974 — Обратная связь — профессор
- 1976 — Доктор философии — Живота Цвийович
- 1976 — Мы — мужчины — учитель
- 1977 — Мещанин во дворянстве — господин Журден
- 1977 — Человек с ружьём — депутат от ВИКЖЕЛя
- 1977 — День-деньской — Меликян
- 1978 — Игра — Эндрю Уайк
- 1980 — Великая магия — Отто Марвульо
- 1982 — Мистерия Буфф — американец
- 1983 — Месье Ленуар, который… — Поль-Альбер Ленуар, глава фирмы
- 1983 — Не заплачу! — дон Фердинандо, владелец конторы
- 1983 — Потоп — О’Нил
- 1985 — Будьте здоровы — Людовик Мерикур, зять Буасьера
- 2000 — Дядюшкин сон — князь К.
- 2000 — Пат, или Игра королей — Вальтер Склепович, узник подвала
- 2004 — Зимородок — сэр Чарльз Варбуртон, писатель
- 2011 — Пристань (спектакль-концерт) (отрывок № 6 «Цена») — Грегори Соломон
- 2013 — Окаёмовы дни — Окаёмов

### Радиоспектакли
- «Фронт» А. Корнейчука — Гайдар
- «Великая магия» Э. Де Филиппо — Отто Марвульо
- «Мещанин во дворянстве» Ж. Мольера — Журден
- «Дядюшкин сон» Ф. Достоевского — князь К.
- «Золотой песок» И. Прута

### Фильмография

Владимир Этуш в роли Саахова в фильме Кавказская пленница, или Новые приключения Шурика (1966)

- 1953 — Адмирал Ушаков — Сеид-Али, флотоводец
- 1955 — Овод — Чезаре Мартини, товарищ Овода
- 1960 — Время летних отпусков — Самед Мамедов, заведующий нефтепромыслом
- 1964 — Председатель — Георгий Калоев, полковник госбезопасности
- 1966 — Кавказская пленница, или Новые приключения Шурика — Б. Г. Саахов, заведующий райкомхозом
- 1967 — Стюардесса (короткометражный) — кавказец
- 1968 — Мужской разговор — Юрий, товарищ Сашиного отца
- 1968 — Солярис — Снаут
- 1968 — Старая, старая сказка — Король / трактирщик
- 1969 — Старый знакомый — Эдуард Самецкий, режиссёр
- 1970 — Миссия в Кабуле — Абдулла-Хан, хозяин дома
- 1971 — 12 стульев — Брунс, инженер
- 1971 — Тень — Пьетро, хозяин гостиницы
- 1972 — Цирк зажигает огни — Приправаспагетти, граф
- 1972 — Дела давно минувших дней… — Думанский / герр Гофман
- 1973 — Иван Васильевич меняет профессию — Антон Семёнович Шпак, зубной врач
- 1973 — Нейлон 100 % — Константин, колхозник-частник
- 1973 — Неисправимый лгун — принц-эмир Бурухтан Второй-Второй
- 1975 — Приключения Буратино — Карабас-Барабас, директор кукольного театра
- 1977 — Как Иванушка-дурачок за чудом ходил — Али-Баба Евстюгнеев, факир
- 1978 — По улицам комод водили — Лаврентий Гиацинтов, собаковод
- 1978 — 31 июня — Мальгрим, магистр чёрной и белой магии, племянник Марлограмма
- 1979 — Дюма на Кавказе — Бабадул, торговец кишмишем
- 1980 — Структура момента — Кока Байрамов, пожилой мужчина
- 1982 — Ослиная шкура — король Гастон Девятый
- 1984 — Макар-следопыт — Ираклий, хозяин шашлычной
- 1991 — Не будите спящую собаку — Григорий Матвеевич Живоглаз, аферист
- 1993 — Мечты идиота — зицпредседатель Фунт
- 1993 — Бравые парни — Владимир, хозяин «Жигулей»
- 1998 — Классик — авторитет «Монарх»
- 1999 — Поворот ключа — Орленко, генерал
- 2004 — Три мушкетёра — Пьер, отец д’Артаньяна
- 2005 — Первый скорый — товарищ Саахов
- 2006 — Парк советского периода — товарищ Саахов (камео)
- 2012 — Глаз Божий (документальный) — Марк Шагал
- 2013 — Три мушкетёра — Жербье, ювелир
- 2013 — Ералаш (выпуск № 275, сюжет «Привидения бывают?»)[34] — дед мальчика
- 2015 — Убежать, догнать, влюбиться — Б. Г. Саахов, заведующий райкомхозом на пенсии
- 2017 — Подросток — старый князь Сокольский
- 2018 — Старый вояка (короткометражный) — Егор Кузьмич

### Киножурнал «Фитиль»
- 1970 — Выпуск № 96 (новелла «Нахлебник») — Николай Васильевич, начальник
- 1975 — Выпуск № 152 (новелла «Урок жизни») — начальник
- 1978 — Выпуск № 195 (новелла «Экзамен») — председатель экзаменационной комиссии
- 1987 — Выпуск № 305 (новелла «Наотмашь») — начальник

### Озвучивание
- 1979 — Новый Аладдин (анимационный) — султан

### На телевидении
- Участник праздничного выпуска капитал-шоу «Поле чудес» от 9 мая 1997 года (одержал победу в финале, но не выиграл суперигру)[35].

### Участие в фильмах
- 1973 — 70-летие кинорежиссёра народного артиста СССР Г. В. Александрова (документальный)
- 1997 — Фрунзик Мкртчян (из цикла телепрограмм канала ОРТ «Чтобы помнили») (документальный)
- 2003 — Владимир Этуш: «Шляпу сними…» (документальный)
- 2004 — Ещё раз о Гайдае… (из авторского цикла С. Урсуляка о героях советского кино «Пёстрая лента») (документальный)
- 2005 — Иван Васильевич меняет профессию (из авторского цикла передач о советском кинематографе «Рождение легенды») (документальный)
- 2006 — Фрунзик Мкртчян (из цикла передач телеканала ДТВ «Как уходили кумиры») (документальный)
- 2006 — Сергей Филиппов (из цикла передач телеканала ДТВ «Как уходили кумиры») (документальный)
- 2006 — Иван Переверзев (из цикла передач телеканала ДТВ «Как уходили кумиры») (документальный)
- 2007 — Жизнь и судьба артиста Михаила Ульянова (документальный)
- 2007—2015 — Моя правда (Украина, документальный сериал)
- 2008 — Старая, старая сказка. Кинолегенды (из серии документальных фильмов в цикле передач «Живая история» телекомпании «Петербург — 5 канал»)
- 2008 — Кавказская пленница (из цикла телепередач телеканала СТБ «Неизвестная версия»)
- 2009 — Иван Васильевич меняет профессию (из цикла телепередач телеканала СТБ «Неизвестная версия»)
- 2009 — Бриллиантовая ручка короля комедии. Яков Костюковский (документальный)
- 2010 — Фрунзик Мкртчян. Трагедия смешного человека (документальный)
- 2012 — Наталья Варлей. Без страховки (документальный)
- 2013 — Владимир Этуш. Меня спасла любовь (документальный)
- 2013 — Леонид Куравлёв. На мне узоров нету (документальный)
- 2014 — По пути на пристань (Литва, документальный)
- 2015 — Кавказская пленница (из цикла документальных фильмов «Тайны советского кино»)

### Книги
- Этуш В. А. И я там был. — М.: Олма-Пресс, 2002. — 351 с. — (Актёры современности). — ISBN 5-224-03874-X.
- Этуш В. А. Всё, что нажито…. — М.: Зебра Е, 2012. — 288 с., ил. с. — (Весь XX век). — 3000 экз. — ISBN 978-5-905629-02-0.

## Звания и награды

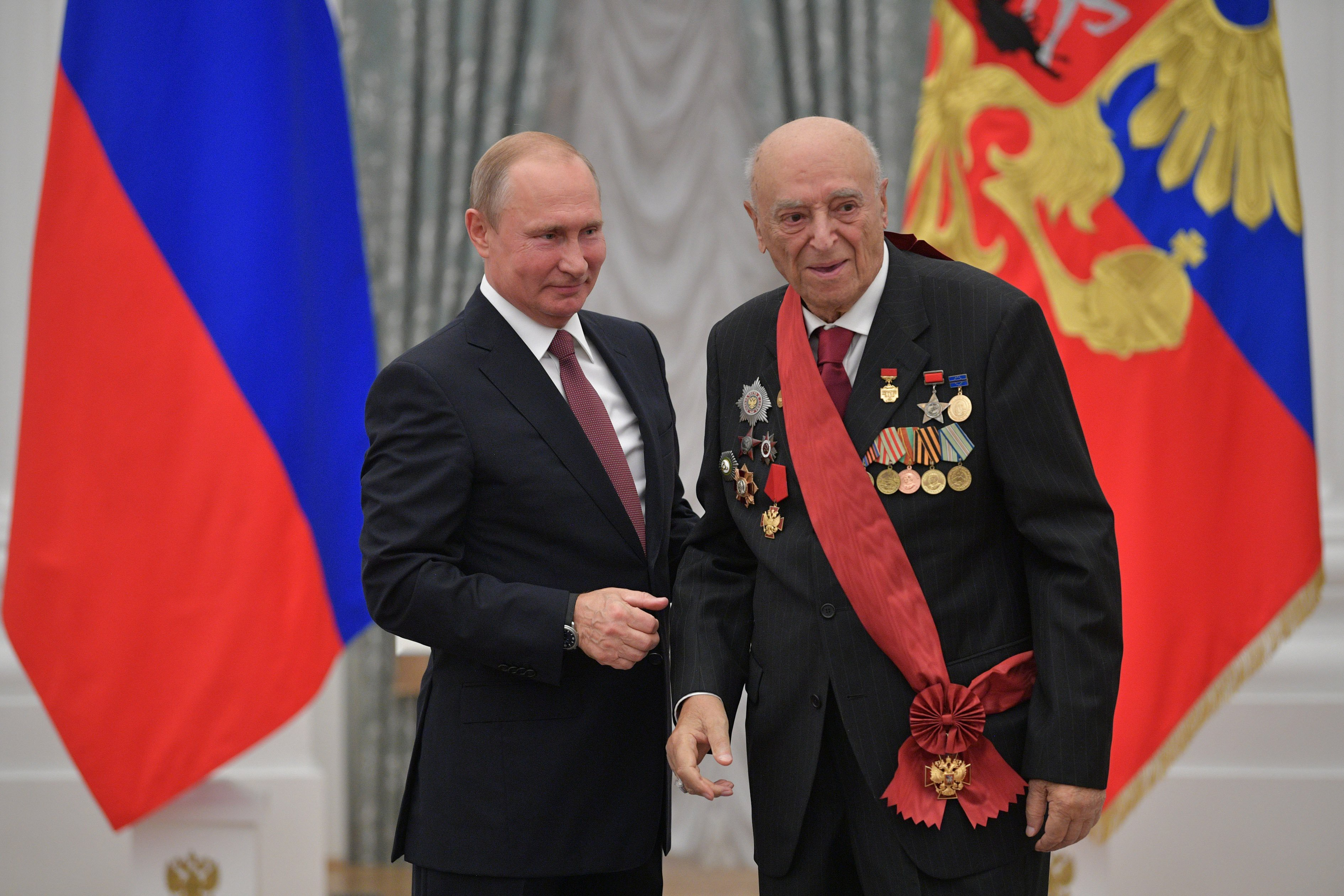
Награждение орденом «За заслуги перед Отечеством» I степени. 27 июня 2018 года

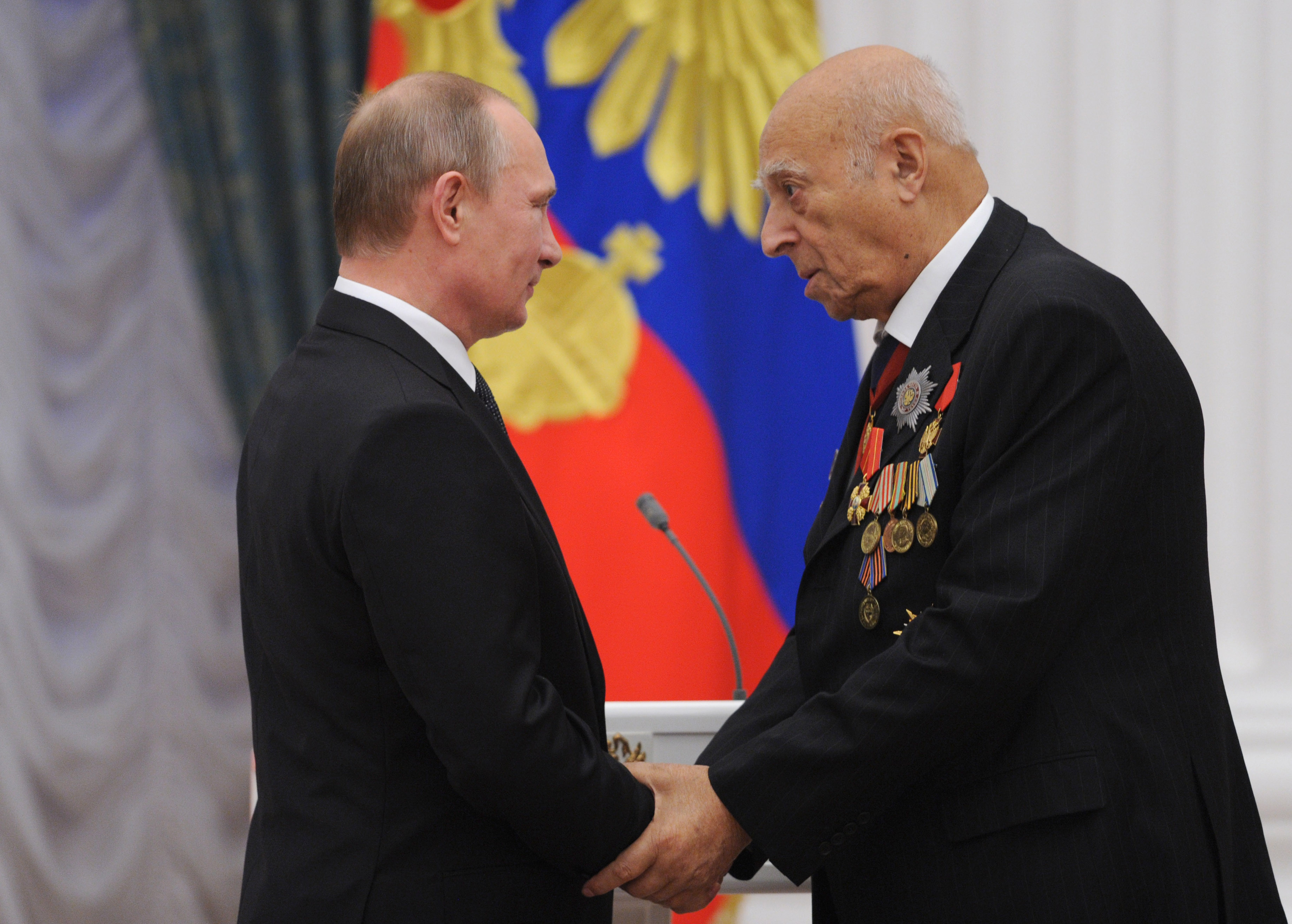
Вручение Владимиру Этушу ордена Александра Невского. Москва, Кремль, 29 октября 2013 года

- Заслуженный артист РСФСР (1964) — за заслуги в области советского театрального киноискусства[36]
- Народный артист РСФСР (1971) — за заслуги в области советского театрального киноискусства[37]
- Народный артист СССР (1984) — за большие заслуги в развитии советского театрального киноискусства[38]
- Народный артист Республики Северная Осетия — Алания (2015) — за вклад в развитие театрального искусства и высокое исполнительское мастерство[39]
- Заслуженный деятель искусств Республики Южная Осетия (2013) — за большой личный вклад в дело подготовки высокопрофессиональных кадров для Республики Южная Осетия и многолетнюю, плодотворную творческую деятельность[40]
- Государственная премия Российской Федерации в области литературы и искусства (2001) — за творческое развитие традиций Е. Вахтангова в спектаклях Государственного академического театра имени Евг. Вахтангова «Дядюшкин сон» по повести Ф. Достоевского, «Сирано де Бержерак» по пьесе Э. Ростана[3]
- Орден «За заслуги перед Отечеством» I степени (2018) — за выдающийся вклад в развитие театрального искусства и многолетнюю творческую деятельность[41]
- Орден «За заслуги перед Отечеством» II степени (2008) — за выдающийся вклад в развитие театрального искусства и многолетнюю педагогическую деятельность[42]
- Орден «За заслуги перед Отечеством» III степени (2003) — за большой вклад в развитие отечественной культуры и театрального образования[43]
- Орден «За заслуги перед Отечеством» IV степени (1995) — за заслуги перед государством, успехи, достигнутые в труде, науке, культуре, искусстве, большой вклад в укрепление дружбы и сотрудничества между народами[44]
- Орден Александра Невского (2013) — за большой вклад в развитие отечественного театрального искусства и многолетнюю творческую деятельность[45]
- Орден «За заслуги» (Ингушетия) (2003) — за заслуги перед Республикой Ингушетия в области развития театрального искусства, подготовки и переподготовки кадров для учреждений культуры[46]
- Орден Отечественной войны I степени (1985)
- Орден Красной Звезды (1943) — «за образцовое выполнение боевых заданий командования на фронте борьбы с немецкими захватчиками и проявленные при этом доблесть и мужество»[4][47]
- Медаль «За оборону Москвы»
- Медаль «За оборону Кавказа»
- Медаль «За победу над Германией в Великой Отечественной войне 1941—1945 гг.»
- Медаль «За доблестный труд в Великой Отечественной войне 1941—1945 гг.»
- Медаль «В ознаменование 100-летия со дня рождения Владимира Ильича Ленина» (1970)
- Медаль «Двадцать лет Победы в Великой Отечественной войне 1941—1945 гг.» (1965)
- Медаль «Тридцать лет Победы в Великой Отечественной войне 1941—1945 гг.» (1975)
- Медаль «Сорок лет Победы в Великой Отечественной войне 1941—1945 гг.» (1985)
- Медаль «50 лет Победы в Великой Отечественной войне 1941-1945 гг.» (1995)
- Медаль «60 лет Победы в Великой Отечественной войне 1941—1945» (2005)
- Медаль «65 лет Победы в Великой Отечественной войне 1941—1945» (2010)
- Юбилейная медаль «70 лет Победы в Великой Отечественной войне 1941—1945 гг.» (2015)
- Медаль «50 лет Вооружённых Сил СССР» (1968)
- Медаль «60 лет Вооружённых Сил СССР» (1978)
- Медаль «70 лет Вооружённых Сил СССР» (1988)
- Медаль «В память 800-летия Москвы» (1947)
- Медаль «В память 850-летия Москвы» (1997)
- Медаль Жукова
- Медаль «Ветеран труда»
- Почётная грамота Московской городской Думы (2008) — за заслуги перед городским сообществом и в связи с 85-летием со дня рождения[48]
- Благодарность Министра культуры Российской Федерации (2003) — за выдающийся вклад в отечественную культуру, многолетнюю плодотворную работу в области театрального искусства и образования и в связи с 80-летием со дня рождения[49]
- Нагрудный знак РФ «За вклад в российскую культуру» (2017, Министерство культуры Российской Федерации)[50]
- Премия «Хрустальная Турандот» — «За долголетнее и доблестное служение театру» (1994)[51]
- Премия «Кумир» в номинации «За высокое служение искусству» (2000)
- Первый лауреат в номинации «Легенда сцены» (учредитель — «Театральные новые известия», 2005)
- Премия «Человек года» в номинации «Человек-легенда» (2005, Федерация Еврейских общин России)[52]
- Премия «Стиль года» в номинации «Самый стильный актёр» (2007)
- Премия зрительских симпатий «Звезда Театрала» (2008)
- Специальная Национальная премия «Кремлёвский Гранд» в номинации «Самый народный Артист» (2008)
- Специальный приз «За смех и достоинство» фестиваля юмора и эстрады «Москва — Транзит — Москва» (2010)
- Медаль имени Михаила Чехова (Дом русского зарубежья имени Александра Солженицына, 2010)
- Премия зрительских симпатий «Звезда Театрала» в номинации «Лучшая мужская роль» (спектакль «Пристань», 2012)
- Первая премия «За выдающийся вклад в театральную педагогику» Международного молодёжного театрального фестиваля «АПАРТ» (2012)
- Премия СТД РФ имени Народного артиста СССР М. Царёва «За успешное воспитание актёрской смены» (2013)
- Премия зрительских симпатий «Звезда Театрала» в номинации «Легенда сцены» (2016)
- Российская национальная театральная премия «Золотая маска» (2017) — «За выдающийся вклад в развитие театрального искусства»[53]
- Премия зрительских симпатий «Звезда Театрала» в номинации «Лучшая женская роль» (спектакль «Бенефис», 2017)
- Премия МК по итогам сезона 2016/2017 в почетной номинации «Лучший актёр года» (2017)
- Премия «Ника» в номинации «Честь и достоинство» (2018)
- Орден «За вклад в Победу» (2005)
- Премия «Герой нашего времени» в номинации «Человек-эпоха» (2007)
- Орден Святого Александра Невского «За труды и Отечество» (2007)
- Специальная национальная премия «Кремлёвский гранд» в номинации «Самый народный артист» (2008)
- Орден «Почётный гражданин России» (2008)
- Орден С. Дягилева «За пользу русской культуре» (2008)
- Орден «Честь и слава Великой России» (2016)
- Орден Петра Великого I степени
- Академик Российской академии кинематографических искусств «Ника»

## Память
- В 2007 году в честь Владимира Этуша названа одна из улиц города Малгобека, в районе которого он участвовал в боях во время Великой Отечественной войны (в 1942)[54].
- Один из самолётов авиакомпании «Аэрофлот» носит имя «Владимир Этуш».
- В 2020 году в Москве на стене дома в Гранатном переулке, где на протяжении 41 года жил актёр, открыта мемориальная доска[55], выполненная скульптором Филиппом Трушиным (он же спустя два года создал памятник, установленный на могиле Владимира Этуша в день 100-летнего юбилея артиста[25]).
- 6 сентября 2022 года на Арбате открыт групповой памятник Василию Лановому, Владимиру Этушу и Юрию Яковлеву, расположенный во дворе у Симоновской сцены Вахтанговского театра[56]. По задумке скульптора Филиппа Трушина и главного художника театра Максима Обрезкова, в сюжете памятника отражена беседа между ведущими артистами по пути в театр[57].
- 22 сентября 2023 года в городе Аксай Владимиру Этушу был открыт памятник (бюст) как защитнику переправы в годы Великой Отечественной войны[58].
- 19 июля 2024 года на набережной Геленджика открыли памятник Владимиру Этушу и Василию Лановому. Скульптурная композиция изготовлена на средства жён актёров Ирины Купченко и Елены Этуш[59].

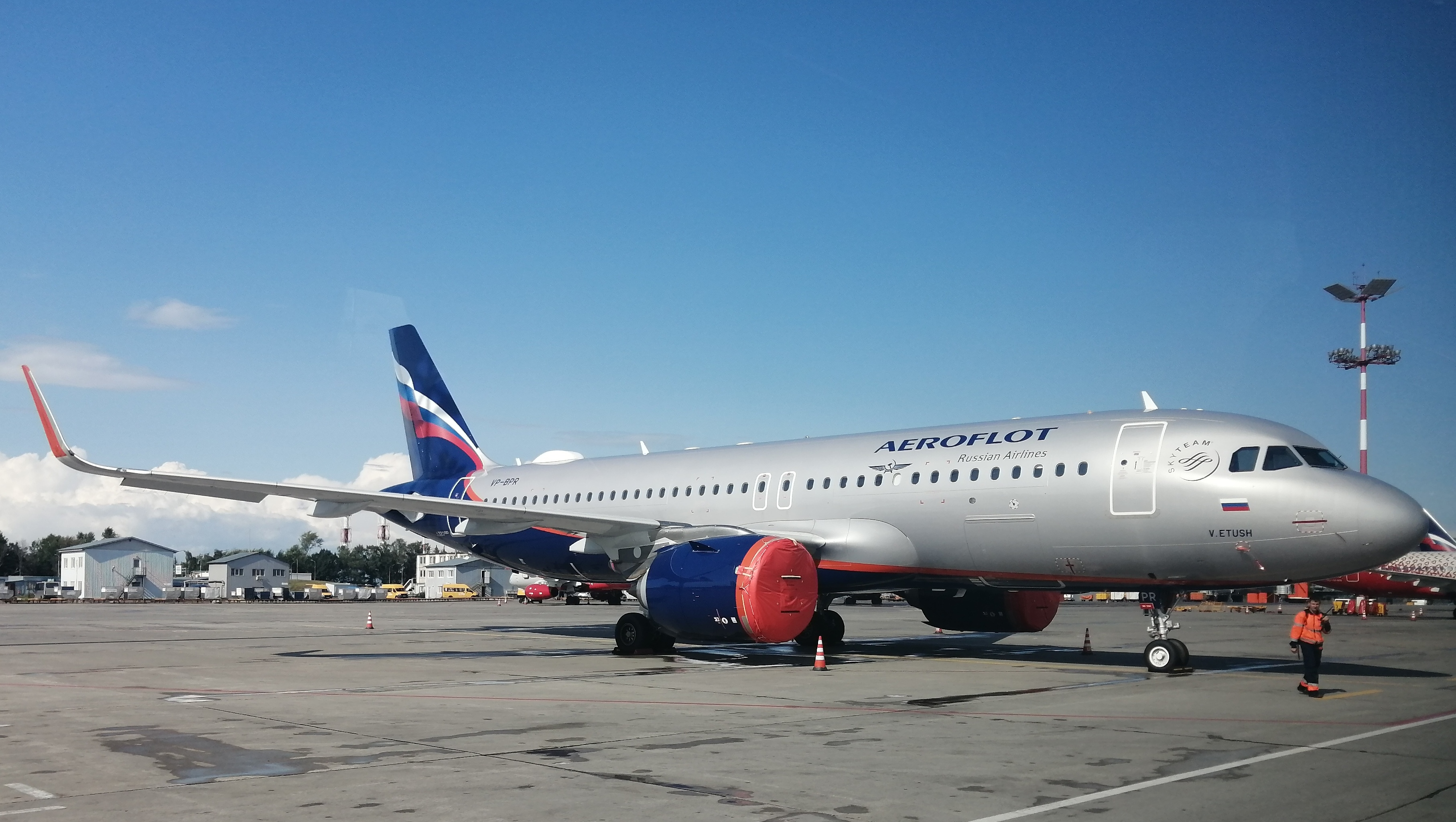
Airbus A320 VP-BPR Neo с именем Владимир Этуш в аэропорту Шереметьево
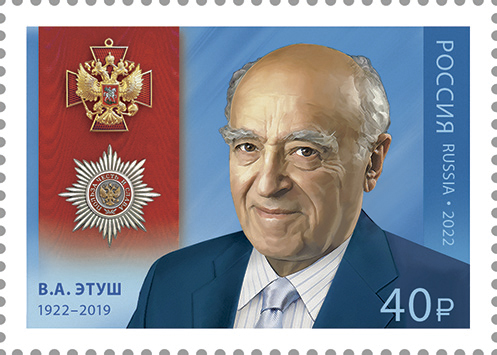
Почтовая марка, посвящённая 100-летию со дня рождения Владимира Этуша, 2022 г.